# 2MASS J02425693+2123204
2MASS J02425693+2123204 ist ein Brauner Zwerg im Sternbild Widder. Er wurde 2006 von Kuenley Chiu et al. entdeckt und gehört der Spektralklasse L4 an.